# 汪群
汪群（1904年4月—1928年9月），江西贵溪人。中国共产党早期领导人。

## 生平
1919年考取江西省立第一中学。1923年加入中国社会主义青年团。1925年入北京大学学习；同年加入中国共产党。1926年，调到江西工作。后任共青团江西省委常委、中共江西省委宣传部长，赣州县委书记。1927年10月，任赣南特委书记和省委候补委员，并受省委的委派，以省委代表的身份参加万安县委在罗塘村背村召开的全县党的活动分子会议。1928年12月3日，汪群被捕。1929年1月，被害，死于赣州。